# Pumeza Matshikiza
Pumeza Matshikiza, (Fokváros, 1978 –) dél-afrikai operaénekesnő. Gyerekként a rádióban meghallott egy részletet a Figaro házasságából és azonnal elhatározta, énekesnő lesz.

| Pumeza Matshikiza                         | Pumeza Matshikiza                         |
| Kattints az alábbi külső linkek egyikére! | Kattints az alábbi külső linkek egyikére! |
| ----------------------------------------- | ----------------------------------------- |
| Nem található szabad kép.(?)              |                                           |
| külső link · jogvédett                    | Pumeza Matshikiza                         |

## Élete
Dél-afrikában, majd Londonban, a Royal College of Musicban tanult.
2014-ben jelent meg első szólóalbuma A remény hangja címmel.
Szólóestje volt Koppenhágában, Göteborgban, Krakkóban. Rómában az Orchestra dell'Accademia Nazionale di Santa Ceciliával lépett fel, ahol bemutatta Luca Francesconi Kenyér, víz, só című, Nelson Mandela beszédeire született oratóriumát.
2016-ban megjelent második lemeze is, amin – egyebek mellett – Mozart, Dvořák és Puccini dalokat énekel.
Az énekesnő a Stuttgarti Opera tagja, itt énekelte egyebek mellett Mimit (Bohémélet), Micaёlát (Carmen), Susannát (Figaro házassága), Zerlinát (Don Giovanni) és Pamint (A varázsfuvola).
2017-ben fellépett Magyarországon is.
2014-ben „Az év hangja” volt (Decca).